# نبرد ابله
نبرد اُبُلَّه از نخستین نبردهای ایرانی‌ها و اعراب در پایان دورهٔ ساسانی بود. این نبرد در نزدیکی شهر اُبُلَّه (شمال شرقی شهر بصرهٔ امروزی) رخ داد.

## فرماندهان

شهر اُبُلَّه در شمال شرقی شهر بصره قرار داشته است. نقشه مربوط به قرن نهم میلادی در منطقه عراق (بین‌النهرین سفلی) است.

فرماندهان ایرانی گاوان (جابان) - مرزبان اُلِیس - و آزادبه ـ مرزبان حیره و فرمانده اَسواران (سواره‌نظام) ساسانیان - و هرمز (هرمزد) - که به نوشتهٔ سیف بن عمر فرمانده دروازهٔ هند بود - بودند. هر چند که احتمال دارد هرمز شخصیتی ساخته و پرداختهٔ سیف باشد. همچنین فرماندهان دو جناح نیروهای ایرانی دو برادر به نام‌های قباد و اَنوشجان بوده اند. فرماندهان عرب نیز خالد بن ولید و عتبة بن غزوان بودند.

## تاریخ نبرد
تاریخ این نبرد در ۱۲ ه‍.ق (۶۳۳ م) و در دورهٔ خلافت ابوبکر گزارش شده است. هر چند که در این باره تردیدهایی هست. سیف بن عمر از پادشاهی قباد دوم (شیرویه) (۶۲۸ م) یا اردشیر سوم (۶۲۸ تا ۶۳۰ م) در زمان این نبرد سخن می‌گوید و ابن اثیر پادشاهی اردشیر سوم را گزارش کرده است.

## رخدادهای نبرد
در جریان نبرد، خالد بن ولید به هرمزد نامه می‌نویسد و از او می‌خواهد که مسلمان شود یا این که جزیه بپردازد. هرمزد در هنگام آراستن لشکریانش دو برادر به نام‌های قباد و اَنوشجان را به فرماندهی دو جناح نیروهایش می‌گمارد. این دو فرزندان جُشنس‌ماه (ماه‌آذر گشنسپ) - وزیر اردشیر سوم خردسال - و از خاندان ساسانیان بودند. از همین رو اعتبار و نیروهای زیر فرمان انوشجان آن چنان زیاد بوده است که پس از جنگ توانسته است با عرب‌ها پیمان صلح ببندد.